# Nomenclatura Internacional de Ingredientes de Cosméticos
A Nomenclatura Internacional de Ingredientes de Cosméticos (do inglês
International Nomenclature of Cosmetic Ingredient, INCI) é um sistema internacional de nomenclatura para cosméticos.

## Utilização
É adotado pelo mundo inteiro a fim de padronizar os nomes das substâncias químicas utilizadas na rotulagem de produtos cosméticos.
Por existirem cerca de 12 mil ingredientes utilizados como componentes de cosméticos e muitos com mais de um nome comercial, o INCI permite classificar de forma específica e simples a composição dos ingredientes no rótulo dos produtos cosméticos.